# شيز

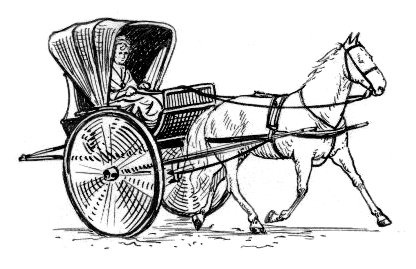
شيز ذو حصان واحد

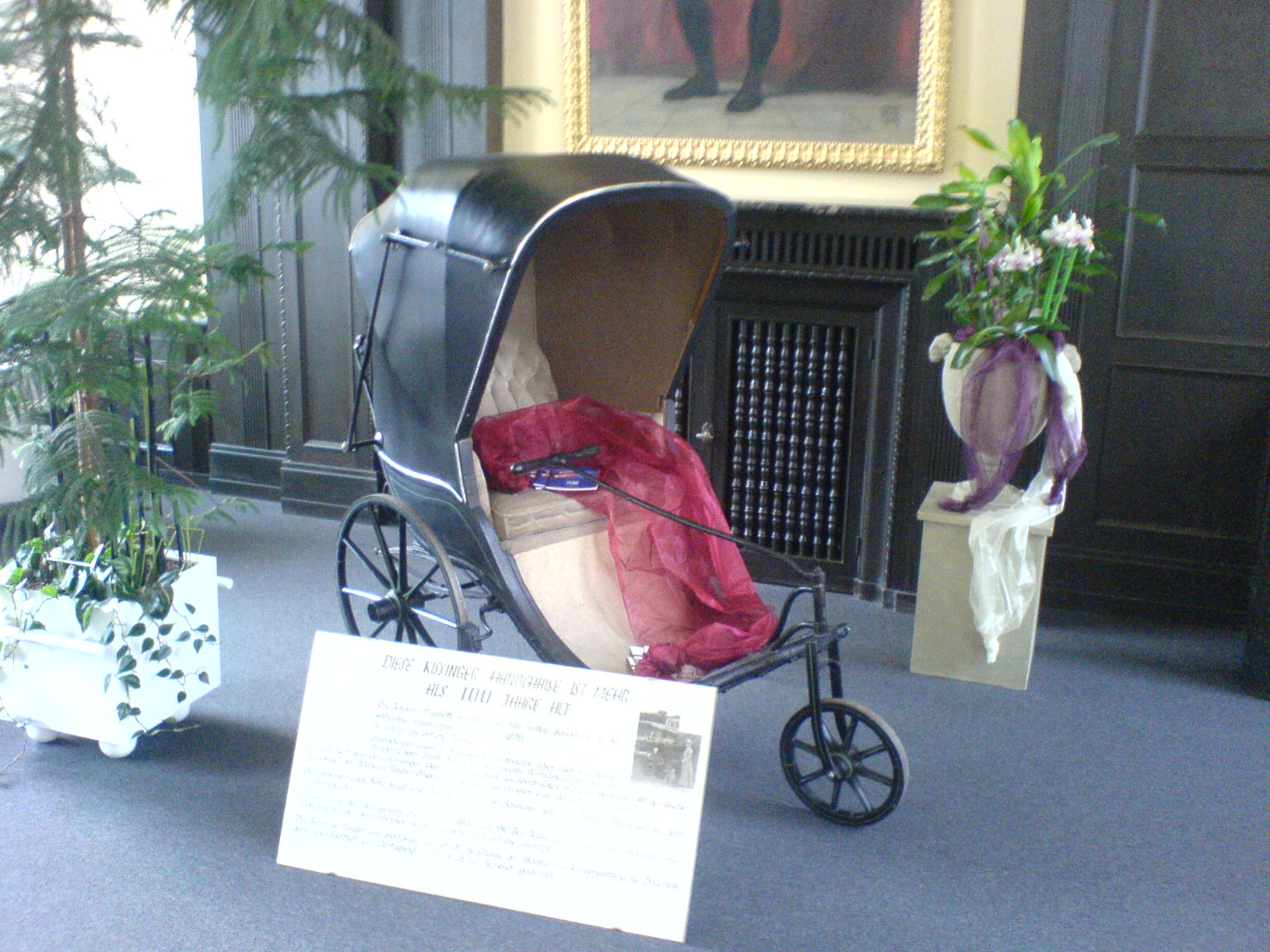
شيز يدوي ذو ثلاث عجلات من ألمانيا نحو عام 1900مصممة ليجُرها شخص

الشِّيز (بالإنجليزية: Chaise)‏ عربة سفر خفيفة بعجلتين أو أربع عجلات أو مركبة خيل ترفيهية لشخص أو شخصين ذات غطاء يُطوَى. الاسم الذي كان مستخدمًا في إنجلترا قبل عام 1700 فرنسي ويعني في الأصل كرسي.